# Holk
Holk is een gehucht in de gemeente Nijkerk in de Nederlandse provincie Gelderland. Holk ligt tegen Nijkerk aan en ongeveer 7 km ten noorden van Amersfoort.
Langs de N806, die dwars door Holk loopt en ter plaatse Bunschoterweg heet, ligt nog het oude schooltje Holk met de bijbehorende bovenmeesterswoning. Het gebouw is niet meer als school in gebruik; de eigenlijke basisschool staat tegenwoordig in Nijkerk maar heet nog wel School Holk.

## Overleden te Holk
- Frans van der Straten van Thielen (1794 - 1878), ritmeester, kantonrechter, dijkgraaf en ridder Militaire Willems-Orde

Stad: Nijkerk      Dorpen: Hoevelaken · Nijkerkerveen

Buurtschappen: Achterhoek · Appel · Bontepoort (deels) · Doornsteeg · Driedorp · Holk · Holkerveen · Kruishaar · Nekkeveld · Palestina · Prinsenkamp · Slichtenhorst · De Veenhuis · 't Woud · Wullenhoven 

Gelderland: Steden en dorpen in Gelderland      Nederland: Provincies · Gemeenten